# DR 4
La DR 4 è un'automobile di tipo SUV commercializzata dalla casa automobilistica italiana DR Automobiles a partire dal 2017. Si tratta di una rebadge della cinese JAC Refine S3. Dal 2020, invece, la vettura viene commercializzata nella gamma del marchio EVO, nuovo marchio low-cost del gruppo DR, con il nuovo nome EVO 4.

## Il contesto

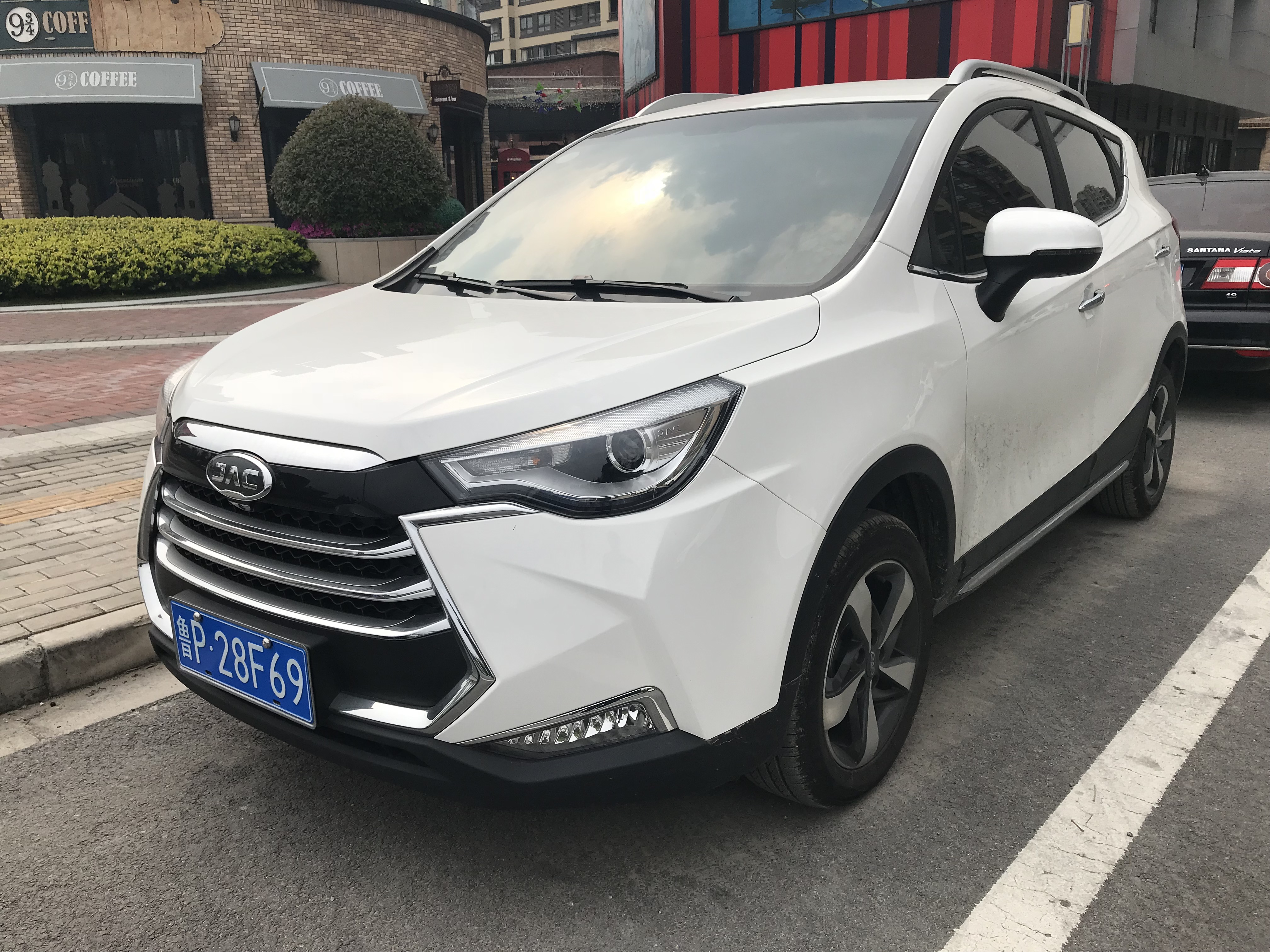
Il modello ristilizzato del SUV cinese Jac Refine S3 è stata la base per la realizzazione del Dr 4

Dopo essere stato annunciato con un teaser pubblicitario nel mese di novembre del 2016, il nuovo Dr 4 avrebbe dovuto debuttare al Motorshow di Bologna dello stesso anno, ma il costruttore ha in seguito deciso di rimandarne la presentazione al Salone dell'Automobile di Monaco tenutosi nel febbraio dell'anno successivo.
Il Dr 4 si differenzia dagli altri veicoli della gamma Dr (che sono dei prodotti Chery rimarchiati e adattati al mercato italiano) in quanto deriva dal SUV cinese Jac Refine S3 prodotto dalla casa cinese JAC Motors. L'accordo tra Dr e JAC per la produzione del Dr 4 non ha, però, compromesso quello già presente (e, a fine 2016, ulteriormente potenziato) con i connazionali della Chery.
Il Dr 4 differisce dal veicolo originale per la calandra ridisegnata e rimpicciolita (dotata del logo della casa molisana posto, come da tradizione, sul lato sinistro della calandra), per i paraurti ridisegnati grazie soprattutto ai fendinebbia di forma triangolare, per i loghi differenti e per alcune personalizzazioni: sono diversi dal veicolo di derivazione, infatti, i cerchi in lega (con misure da 16, 17 o 18 pollici), i colori (sono disponibili anche versioni bicolore e, comunque, le vernici della carrozzeria sono differenti rispetto a quelle del Jac Refine S3) e le sellerie. Ciononostante, la notevole abitabilità interna è rimasta invariata, al pari del bagagliaio da 600 dm³ (a sedili posteriori alzati) o 1200 dm³ (con i sedili posteriori abbattuti).
Il veicolo è commercializzato a partire dal settembre 2017 in un unico allestimento e con un solo motore: un 1.6 benzina quattro cilindri omologato Euro 6 di produzione JAC che, come da prassi per la casa molisana, è disponibile anche in versione a doppia alimentazione GPL oppure a metano. 
Il veicolo, nella gamma di SUV DR, era posto tra il piccolo Dr 3 e il più grande Dr EVO5. Il suo principale punto di forza è lo spazio: la casa stessa, infatti, ha definito il Dr 4 come "space suv". Nella gamma EVO, invece, è collocato fra il più piccolo EVO 3 e il più costoso EVO 5.

## Motori e allestimenti
L'unico motore disponibile per il Dr 4 è un motore 1.6 a benzina aspirato che eroga 84 kW/115 CV, il quale è abbinato solo ad un cambio manuale a 6 rapporti. Il veicolo è disponibile solo con la trazione anteriore. Nel caso in cui il motore è dotato di impianto a GPL o a metano, la potenza scende a 78 kW/106 CV. Questo motore permette al Dr 4 di raggiungere la velocità massima di 175 km/h e di scattare da 0 a 100 km/h in 10,5 secondi. Il motore è prodotto da Jac ed è già omologato Euro 6.
Dal debutto, e fino all'estate 2018, è disponibile un solo allestimento, dotato di: 6 airbag, ABS, ESP, cruise control, sistema multimediale da 8 pollici con navigatore e retrocamera, sensori di parcheggio anteriori e posteriori, telecamere perimetrali, luci diurne e di posizione a LED, tetto apribile, clima automatico, sedili in pelle e cerchi in lega da 18 pollici. Gli unici optional disponibili sono: la vernice metallizzata ed un pacchetto che comprende i vetri oscurati e la vernice bicolore.

## Evoluzione
Dopo un anno pressoché esente da novità, l'estate 2018 vede l'arrivo di due nuovi allestimenti: Cross, più votato al fuoristrada e dotato, infatti, di cerchi in lega da 16 pollici e barre longitudinali, e Sport, più sportivo e disponibile con cerchi in lega da 17 o 18 pollici. La versione Cross non può avere la vernice bicolore, i vetri oscurati e i cerchi da 17 o 18 pollici, così come la versione Sport non può avere i cerchi da 16 pollici e le barre longitudinali. Per il resto, entrambi gli allestimenti condividono le dotazioni del precedente allestimento unico e mantengono lo stesso prezzo.
Dal 2020 è passata al marchio low-cost del gruppo DR, con il nuovo nome EVO 4; non si registrano variazioni di sorta se non che in alcune personalizzazioni e nei nuovi loghi EVO. Due anni dopo debutta al MIMO Motor Show di Milano e Monza il restyling del SUV compatto, che si distingue dal modello precedente per delle importanti modifiche al frontale, al posteriore e agli interni. Ovviamente, la base dell'EVO 4 aggiornato è la versione aggiornata del Refine S3, lanciata in madrepatria nel 2019 e da cui si differenzia per la calandra, per il paraurti anteriore e per l'assenza della striscia nera opaca sul montante posteriore.
Anteriormente la principale differenza rispetto al modello precedente consta nella presenza dei fari anteriori sdoppiati: superiormente si trovano, infatti, le luci diurne a LED, mentre i gruppi ottici principali (al pari dei fendinebbia) sono collocati inferiormente in delle apposite aperture nel paraurti, completamente ridisegnato in chiave più aggressiva e che presenta una calandra simile a quella delle altre vetture EVO: la parte interna è in tinta con la carrozzeria, mentre il bordo (dove è collocato il logo EVO) è invece nero. Posteriormente, l'unica differenza rispetto al modello precedente è data dal paraurti, che ora ospita delle luci di retromarcia (con relativi retronebbia) maggiorati. All'interno invece debutta un nuovo volante ed un nuovo sistema multimediale con schermo dalla diagonale maggiore e privo di comandi sulla plancia.
Invariata la gamma di motori, costituita dal classico 1.6 benzina (anche bi-fuel benzina-GPL) abbinato ad un cambio manuale a 6 rapporti. Per quanto riguarda le personalizzazioni, è da segnalare che le maniglie delle portiere diventano nere (al pari dei retrovisori), e non sono più cromate; non cambiano invece le dotazioni rispetto al modello precedente.